# Lennard Kämna
Lennard Kämna (n. 9 septembrie 1996, Wedel, Schleswig-Holstein, Germania) este un ciclist profesionist german, care concurează în prezent pentru echipa Bora–Hansgrohe. A concurat pentru Team Stölting în 2015, înainte ca echipa sa și Cult Energy Pro Cycling să fuzioneze pentru sezonul 2016.

## Rezultate în Marile Tururi

### Turul Italiei
2 participări
- 2022: câștigător al etapei a 4-a, locul 19
- 2023: locul 9

### Turul Franței
3 participări
- 2019: locul 40
- 2020: câștigător al etapei a 16-a, locul 33
- 2022: nu a terminat competiția

### Turul Spaniei
2 participări
- 2017: nu a terminat competiția
- 2023: câștigător al etapei a 9-a